# Bruce Kirby (nautisme)
Pour les articles homonymes, voir Kirby.
Bruce Robert William Kirby est un architecte naval canadien né le 2 février 1929 à Ottawa et mort le 18 juillet 2021, à Norwalk (Connecticut), connu pour avoir conçu les dériveurs Laser et le Sonar, quillard de régate.

## Résultats
Bruce Kirby a participé à trois Jeux olympiques dans les disciplines suivantes :
- Dériveur en solitaire : 1956 à Melbourne (8e) et 1964 à Tokyo (11e)[3]
- Dériveur en double : 1968 à Mexico (15e)[3]